# Lav Kalda
Lav Kalda (poznat i kao Leo, Leon ili Lavoslav Kalda; Bílovec, 10. rujna 1880. – Zagreb, 10. listopada 1956.) bio je hrvatski arhitekt šleskoga podrijetla.

## Životopis
Kalda se rodio u židovskoj obitelji Katz u selu Bílovec na sjeveru današnje Češke. Još dok je bio mladić, čitava je njegova obitelj konventirala na evangeličku vjeru i promijenila prezime u Kalda: mladost je proveo u Valaškoj i Slovácku na granici Češke i Slovačke.
Kalda je pohađao Njemačku industrijsku školu u Brnu. Po završetku studija u tom južnomoravskom gradu, Kalda je prihvatio poziv svog kolege, graditelja Martina Pilara (koji je također bio češkog podrijetla) i došao u Zagreb. Počeo je raditi u značajnom zagrebačkom građevinskom poduzeću »Pilar, Mally & Bauda«. Glavne ličnosti u toj firmi prepoznale su Kaldin talent, pa su mu omogućile da ode u Beč, gdje se Kalda 1903. upisao na Akademiji likovnih umjetnosti: tu su mu profesori bili Victor Luntz i Alfred Castellitz, a studij je završio u razredu profesora Friedricha Ohmanna. Godine 1904. Kalda je nagrađen medaljom Heinricha Friedricha Fügera, a 1906. dobio je i posebnu nagradu Akademije.
Godine 1908. je zajedno s kolegom Ivanom Štefanom pokrenuo poduzeće »Kalda i Štefan, arhitekti i graditelji«. Štefan je 1922. napustio tvrtku, pa je Kalda nastavio djelovati samostalno i s novim imenom tvrtke: »Arhitekt Lav Kalda, gradjevno poduzetništvo«. Ta je tvrtka samo u Hrvatskoj projektirala oko 150 zgrada.

## Zgrade (izbor)
- 1903. Zgrada graditelja Baude, Zagreb
- 1904. Zgrada graditelja Pillara, Zagreb
- 1906. Austro-Ugarska banka, Zagreb, neobarokna palača
- 1907. Trokatnica Mally, Zagreb
- 1908. Vila Sorg, Zagreb, Josipovačka cesta - suvremena Nazorova ulica
- 1908. Evangelička crkva, Valašské Meziříčí
- 1909. Vila Rožič, Zagreb, Josipovačka cesta - danas Nazorova ulica, vila jezikoslovaca prof. Vatroslava Rožića
- 1909. – 1911. Zgrada sabora, Zagreb
- 1910. Vila Šenoa, Zagreb, Josipovačka cesta - suvremena Nazorova ulica
- 1911. Zgrada trgovačke i industrijske komore, Rooseveltov trg, Zagreb
- 1914. Zgrada kompanije Merkur "Merkur", Zagreb, Perkovićeva ul.
- 1923. Prva hrvatska zadužbina, Crikvenica
- 1924. – 1925. Zgrada Dragutina Ulmanna, Zagreb
- 1929. Evangelička crkva, Hrastovac
- 1937. Češki narodni dom, Zagreb.

## Vanjske poveznice

### Sestrinski projekti
|  | Zajednički poslužitelj ima još gradiva o temi Lav Kalda |

### Mrežna sjedišta
- LZMK / Hrvatski obiteljski leksikon: KALDA, Lav (Leo, Leon, Lavoslav)
- Darja Radović Mahečić: »Sekvenca secesije – arhitekt Lav Kalda«  Arhivirana inačica izvorne stranice od 19. siječnja 2015. (Wayback Machine), Zagreb: Institut za povijest umjetnosti, 30/2006. (241–264)
- Mrežne stranice Češke televizije / Šumné stopy: Chorvatsko - Leo Kalda (češ.)
- Kalda, Lav Hrvatska tehnička enciklopedija, portal hrvatske tehničke baštine. LZMK